# Statue-menhir de la Barraque des Fournials
La statue-menhir de la Barraque des Fournials est une statue-menhir appartenant au groupe rouergat découverte à Lacaune, dans le département de l'Aveyron en France.

## Description
La statue-menhir a été découverte en 1969 par M. Maurel dans une cour de ferme à Lacaune. 
Elle a été taillée dans une dalle de granite importée, le site d'extraction le plus proche de celui de sa découverte étant situé à 1 à 2 km. Elle mesure 2 m de hauteur pour une largeur maximum de 0,81 m et une épaisseur de 0,22 m. La dalle est complète mais les sculptures sont désormais pratiquement complètement effacées. Avec un éclairage adapté, on peut distinguer un fragment du visage et d'un bras, une ceinture et un anneau de fourreau/baudrier. Il s'agit probablement d'une statue masculine.
La statue est désormais redressée devant le Musée de Rieumontagné à Nages.